# 吴大琨
吴大琨（1916年10月—2007年3月），江苏苏州人，中国经济学家。

## 生平
吴大琨生于一个商人家庭。1934年，吴大琨入东吴大学之后，到日本早稻田大学学习。1936年归国后，任全国各界救国联合会宣传部总干事，负责编辑救国会的机关刊物《救亡情报》。1936年11月22日救国会七君子被捕后，吴大琨于次日即经救国会领导人宋庆龄批准，拟出全国各界救国联合会宣言，作为《救亡情报》号外刊登，向政府提出抗议。
1939年2月16日，受中共党组织的委托，吴大琨任团长的上海各界慰劳团赴安徽泾县云岭慰劳新四军，并送去文件及物资。在返程中，吴大琨遭国民党特务绑架，先后被关押在上饶茅家岭监狱、上饶集中营三年半。在狱中，他同冯雪峰、郭敬唐、王闻识、计惜音、叶亦辛、杨良瓒等文化人被单独关押，获狱友称为“集中营七君子”。他们七人还曾合作帮助其中计惜音等三人越狱成功。
冯雪峰获保外就医后，联系吴觉农以吴大琨“叔父”的名义保释其出狱。1942年，任暨南大学、东吴大学讲师、副教授。在东吴大学任教期间，他于1944年接待了来访的李约瑟。1944年东吴大学解散，美军邀请吴大琨任军事顾问。在征得中共党组织负责人邵荃麟同意后，吴大琨乃为美军第14航空队做情报工作。任职期间吴大琨经邵荃麟帮助联系到东江纵队，绘制了日军在广州的军事目标及机场分布图，这一情报帮助美军在1944年8月中旬使用飞机炸毁了日军机场的飞机。1945年8月，吴大琨加入中国共产党。1946年10月，经中共党组织同意，吴大琨应邀到美国西雅图华盛顿大学任访问学者。美国国防部授予其“自由勋章”，华盛顿大学为其举行了授奖仪式。
中华人民共和国成立后，1951年吴大琨离开美国经英国等地归国。1952年任山东大学马列主义教研室主任、历史系教授。1954年、1956年先后当选青岛市第一、二届人大代表。1957年后，任中国人民大学教授、博士生导师。在各种政治运动中，吴大琨多次受到冲击，中共党籍多次得失。反右时，吴大琨对曾经提携自己的章乃器进行积极斗争。在经历了"文革"的劫难后，章乃器已经作古，吴大琨亦有悔悟，主动提出应给章乃器平反，这也是应当记述一笔的。1978年，吴大琨恢复了中共党组织生活。吴大琨曾任第三至六届全国政协委员，第七、第八届全国人大常委会委员，香港基本法起草委员会委员等职务。

## 著作
- 列昂节夫，大众政治经济学，吴大琨、庄纪尘译，新知书店，1936年
- 吴大琨，资本主义的经济危机与经济周期
- 吴大琨，当代资本主义：结构、特征、走向
- 吴大琨，白头惟有赤心存：风雨九十年琐忆，北京：中国人民大学出版社，2005年